# Culex quinquefasciatus
Culex quinquefasciatus is een muggensoort uit de familie van de steekmuggen (Culicidae). De wetenschappelijke naam van de soort is voor het eerst geldig gepubliceerd in 1823 door Say.